# Mikówiec
Mikówiec – wieś sołecka w Polsce położona w województwie mazowieckim, w powiecie piaseczyńskim, w gminie Góra Kalwaria. 
W latach 1975–1998 miejscowość administracyjnie należała do województwa warszawskiego.
W granicach wsi Mikówiec znajduje się - obecnie zniszczony - Ewangelicki Cmentarz osadników niemieckich, na zachodnim skraju lasu przy drodze do wsi Wojciechowice. Cały teren cmentarza porośnięty jest lasem. Zachowały się nieliczne płyty nagrobne.
W Mikówcu prosperuje również średniej wielkości stolarnia oraz tartak Solar, założone w 1966 roku.